# Lichtenberg (Band)
Lichtenberg ist eine österreichische Band aus Wien.
Im Jahr 2001 war die Band für den FM4 Award, der im Rahmen des Amadeus Austrian Music Award verliehen wird, nominiert.

## Bandgeschichte
Franz Reisecker gründete Lichtenberg 1997 als Soloprojekt für elektronische Musik. 1997 brachte er das Album Music for Refreshing the Systems heraus, das rein elektronischen Sound beinhaltete. Es folgten die ähnlich gelagerten Alben Vacation und 5 Lives.
Ab 2001 wuchs Lichtenberg von einem Soloprojekt zu einer richtigen Band heran. Auf dem Album Flimmern sowie bei Livekonzerten traten mit Reisecker Günther Castanetti (Schlagzeug), Stefan Deisenberger (Elektronik und Balalaika) und Martin Mitterstieler (Bass, Vocals) auf.
2007 veröffentlichte Lichtenberg mit Don’t Let Them Down und As Happy As I Can zwei Alben, wobei letzteres eine Art Rückschau auf die vergangenen Alben darstellt und Neubearbeitungen alter Songs enthielt. Bei ersterem waren als Gastsänger Oliver Welter und Herwig Zamernik (Naked Lunch), Eva Jantschitsch (alias Gustav) und Markus Binder (Attwenger) zu hören.
2010 erschien das bislang letzte Album Schlaflos.

## Musikstil
Musikalisch ist Lichtenberg schwer zu greifen. Die Band begann als Soloprojekt für elektronische Musik, die überwiegend am Mac entstand. Georg Eckmayr kam hinzu, der bei Liveauftritten für die Visualisierung zuständig war. Nachdem das Projekt zur Band wurde, kamen auch mehr Pop- und Jazz-Elemente hinzu. Zudem waren auf den einzelnen Alben auch Gastsänger zu hören.

## Diskografie
Alben
- 1997: Music for Refreshing the Systems (Plag Dich Nicht / Hoanzl)
- 1999: Vacation (Klein Records / Musica)
- 2000: 5 Lives (Klein Records)
- 2003: Flimmern (Pate Records)
- 2007: Don’t Let Them Down (Schiff Ahoi Schallplatten)
- 2007: As Happy As I Can (Schiff Ahoi Schallplatten)
- 2010: Schlaflos (Schiff Ahoi Schallplatten)

### Singles
- 2009: Scary Monsters (Schiff Ahoi Schallplatten)
- 2012: Rigoletto (Schiff Ahoi Schallplatten)